# Ithier d'Arles
Pour les articles homonymes, voir Ithier.
Ithier dit aussi Itier (? - mort en 981), était un archevêque d’Arles (av.mars 963-981)

## Biographie
Ithier est peut-être lyonnais d'origine car ce nom est extrêmement rare en Provence et en revanche fréquent en Lyonnais.  Il serait alors un fidèle du roi Conrad, nouveau suzerain de la Provence depuis 949.
On ne connaît que peu d’éléments de la vie d’Ithier :
- le 1er mars 969, par un échange avec le comte Boson[2], comte de Provence, Ithier acquiert, le castrum en ruine de Sanctum Amantum. C'est l'acte de naissance du village de Saint-Chamas.
- en 970, l'archevêque d'Arles vient à Cruas consacrer une chapelle, sous l'invocation de saint Michel, que venait de faire construire une dame Gotolinde sur l'emplacement d'une église primitive.
- en 972, il entreprend de faire revivre le monastère Saint-Césaire d'Arles[3].
- Le 19 juillet 973, Teucinde obtient de l’archevêque Ithier la concession de Saint-Hippolyte près d’Arles, pour la rebâtir, la restaurer, et la posséder, elle et son neveu l’évêque de Fréjus Riculfe, jusqu’à la fin de leurs jours[4].
- entre 976 et 978, lors du conflit entre l’évêque de Valence Aimon et un certain Achard, un synode qui a toutes les allures d’une assemblée de Paix excommunie ce dernier dans un édit déposé solennellement sur le maître-autel de la cathédrale d’Arles et destiné à l’archevêque Ithier.
- des membres de la communauté juive de la cité gèrent une partie du patrimoine de l'archevêque[5].
- il cède des biens de Goudargues à l'un de ses protégés, Thibert.
- il frappe de la monnaie explicitement signée à son nom[6].
- Laugier de Nice reçoit de l’archevêque d’Arles la villa Niomes et des biens à Busayrol, situés dans le comté de Vaison. En 981, cette précaire est confirmée par Annon, successeur d’Ithier,

Entre 965 et 972, Ithier apparaît en tant que seul métropolitain de la Provence. Les prélats sacrés de ses mains lui jurent non seulement l'obédience canonique mais également le serment de fidélité. Le monnayage d'Arles, en déclin depuis la fin du IXe siècle, se reprend sous son archiépiscopat avec des frappes à son initiale,.

### Sources
- Jean-Pierre Poly - La Provence et la société féodale 879-1166 - Bordas - Paris, 1976 -  (ISBN 2040077405)
- Martin Aurell, Jean-Paul Boyer, Noël Coulet - La Provence au Moyen Âge –  (ISBN 2853996174)